# Parque Eduardo VII
El Parque Eduardo VII de Inglaterra es el mayor parque del centro de Lisboa, conocido comúnmente como  Parque Eduardo VII. Fue bautizado en honor al rey Eduardo VII del Reino Unido que visitó Lisboa en 1902 para reafirmar la alianza entre los dos países.
La gran vertiente empinada se extiende por 25 hectáreas. Fue abierta al principio del siglo XX como prolongación de la Avenida da Liberdade. En el lado noroeste del parque se encuentra la Estufa Fria, un jardín botánico con numerosas plantas exóticas, riachuelos, cascadas, palmeras, arbustos con flores y bananeras. La Estufa Quente posee plantas y animales de clima tropical.
Cerca de las estufas se encuentra un lago con carpas grandes y un parque infantil, con forma de galeón. En el lado este se encuentra el Pabellón Carlos Lopes que recibió el nombre del vencedor de la Maratón Olímpica de 1984.
En el extremo norte se encuentra el monumento 25 de abril, inaugurado en 1997, realizado por John Cutileiro, y objeto de mucha controversia debido a su forma. A continuación, se encuentra el Jardín Amalia Rodrigues, que rinde homenaje la reina portuguesa del fado.
La Feria del Libro de Lisboa se celebra anualmente en el parque central.

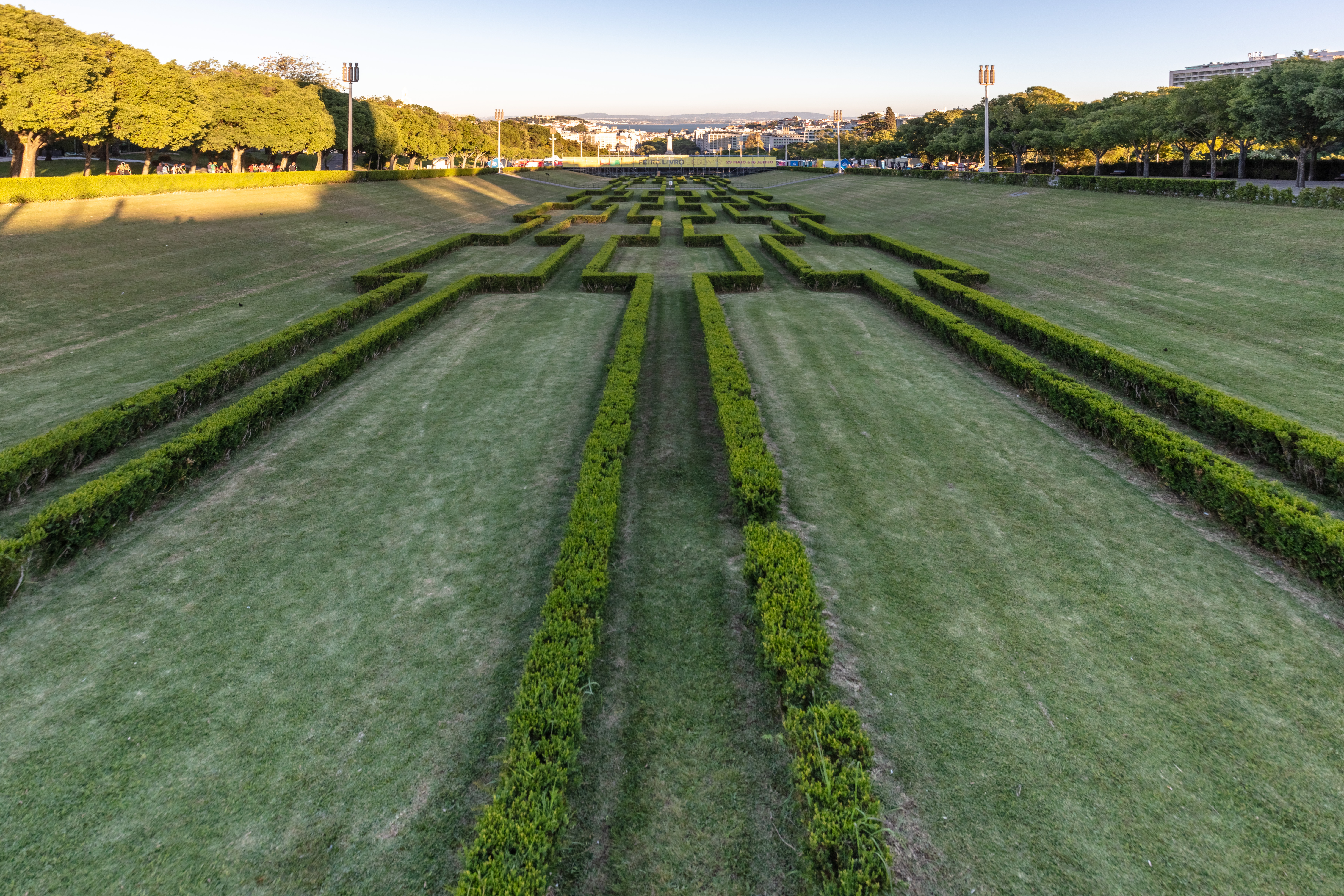
Vista del parque